# イズクウィントリ
イズクウィントリ（イツクウィントリ、Izcuintli, itzcuintli）は、現在のメキシコに生息していたとされる犬種である。
イツクウィントリはナワトル語で「犬」を意味する。
デズモンド・モリスによれば、ほとんど絶滅した犬種であるが、メキシコ・ゲレーロ州のバルサス川周辺に「イズクウィントリ」と呼ばれる犬が残っており、それは体高約45センチ前後の、体毛がほとんど無いヘアレス犬種で、ショロイツクインツレ（メキシカン・ヘアレス・ドッグ）と同系統の犬であるという。肌色は斑のあるスレートグレーで、頭に長い剛毛のたてがみがあり、耳は半分垂れている。もともとは、魔除けとして飼われていた。